# Coupe d'Angleterre de football 1906-1907
Navigation
Coupe d'Angleterre 1905-1906 Coupe d'Angleterre 1907-1908
La Coupe d'Angleterre de football 1906-1907 est la 36e édition de la Coupe d'Angleterre, la plus ancienne compétition de football, la Football Association Challenge Cup (généralement connue sous le nom de FA Cup).
The Wednesday remporte la compétition pour la deuxième fois de son histoire, battant Everton en finale sur le score de 2 à 1 à Crystal Palace.

## Compétition

### Quarts de finale
Les quarts de finale ont lieu le 9 mars 1907.
| Équipe 1             | Résultat | Équipe 2         |
| -------------------- | -------- | ---------------- |
| Crystal Palace       | 1 - 1    | Everton          |
| Barnsley             | 1 - 2    | Woolwich Arsenal |
| West Bromwich Albion | 3 - 1    | Notts County     |
| The Wednesday        | 1 - 0    | Liverpool        |

Match d'appui le 13 mars 1907.
| Équipe 1 | Résultat | Équipe 2       |
| -------- | -------- | -------------- |
| Everton  | 4 - 0    | Crystal Palace |

### Demi-finales
Les demi finales ont lieu le 23 mars 1907, tous les matchs ont lieu sur terrain neutre.
| Équipe 1      | Résultat | Équipe 2             |
| ------------- | -------- | -------------------- |
| Everton       | 2 – 1    | West Bromwich Albion |
| The Wednesday | 3 - 1    | Woolwich Arsenal     |

### Finale
| Finale de la coupe d'Angleterre 1906-1907 | The Wednesday | 2 – 1   | Everton | Crystal Palace, Londres |                      |
| 20 avril 1907                             |               | (1 – 1) |         | Spectateurs : 84 584    | Spectateurs : 84 584 |